# Первая англо-бирманская война
Первая англо-бирманская война (англ. First Anglo-Burmese War) — колониальная война, длившаяся с 1823 по 1826 годы. Война началась в результате агрессивной экспансионистской политики бирманского царя Баджидо и его вторжения в британские владения в Северо-Восточной Индии, губернатором которых был лорд Амхерст. Война велась преимущественно в сухой сезон и приостанавливалась в сезон дождей. Война закончилась сокрушительным поражением Бирмы, вследствие чего англичане захватили большие территории и заставили бирманцев заплатить значительную контрибуцию.

## Причины
Бирманский царь Бодопайя и его сын Баджидо проводили активную политику расширения за счет более мелких государств Ассам, Манипур, Аракан и Качар и в итоге подошли вплотную к британским границам в Индии и вступили в приграничные конфликты. Не зная возможностей европейцев, их вооружения и способов ведения войны, воинственные бирманцы недооценивали ситуацию и легко вступали в военные инциденты с британцами, чреватыми войной.
В 1784 бирманцы вторглись в Аракан, и границы Бирмы подошли вплотную к британской Индии. Жестокость и разрушения в Аракане и угон в рабство тысяч людей привело к восстаниям араканцев и большому количеству беженцев на индийскую территорию. Известен факт перехода в Индию отряда из 10 тысяч араканцев во главе с Нга Тан Де (Nga Than Dè). Для преследования араканцев бирманские войска нередко переходили границы Индии и устраивали карательные экспедиции.
В 1817 бирманцы вторглись в Ассам и захватили его. До 1822 бирманцам удавалось удерживать Ассам без особых эксцессов.
В 1819 бирманцы организовали карательный поход на Манипур по причине того, что местный король не приветствовал должным образом коронацию бирманского короля Баджидо (1819—1837). Страна была разграблена, а местные жители уведены в рабство. После похода на Манипур бирманцы вторглись в следующее королевство Качар, правитель которого попросил убежища у англичан и стал молить о помощи. Следует отметить, что бирманцы вторгались преимущественно в малые, зависимые от англичан, государства, и британское правительство и администрация Ост-Индской компании, которые были более озабочены борьбой с Францией за сферы влияния, мало обращали внимания на эти нападения.
Британцы последние 30 лет старались поддерживать мирные отношения. Губернатор Джон Шоур в 1795 послал капитана Михаэля Саймса в Амарапуру в виде посла. При этом британцы также боролись против французского влияния в этом регионе

## Ход войны

### Осень1823— весна1824
23 сентября 1823 вооружённый отряд бирманцев атаковал остров Шапура около города Читтагонг, убив шесть охранников. Тогда же две бирманских армии из Ассама и Манипура вторглись в Качар, который находился под британским протекторатом. В январе 1824 Качар снова стал объектом бирманских атак. Эта территория была важна для подготовки вторжения в Бенгал.
Британская Ост-Индская компания заключила с Манипуром соглашение о защите из-за наступления Бирмы. Это привело к объявлению Великобританией войны 5 марта 1824 после неудачных переговоров с Бирмой. 17 мая 1824 бирманцы вторглись в Читтагонг и местный отряд вынужден был бежать, однако бирманцы не преследовали его.
После всех этих событий, не говоря уже о множестве других предыдущих вооружённых инцидентах на границах своих владений, правители Британской Индии потеряли терпение и решили покончить с бирманской экспансией и вести войну на вражеской территории.
11 тысяч европейских и индийских солдат под начальством генерал-майора Арчибальда Кэмпбелла высадились в окрестности Рангуна, поплыли вверх по Иравади и захватили 11 мая 1824 гавань Рангун и вскоре за тем целый ряд других населенных пунктов.
К июню войска немного продвинулись в окрестностях Рангуна. Однако незнание местности и нехватка провизии не позволяла вести войну дальше. В июне бирманцы послали в бой свежие силы, и англичане с большим трудом отбили атаку.
Сухопутные силы, которые должны были двинуться вперед из Ассама, терпели неоднократные поражения от Маха-Бандулы, храброго бирманского генерала.

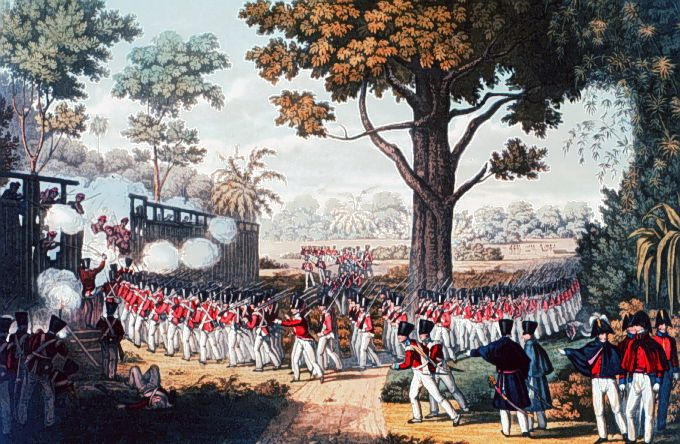
Эпизод войны

### Осень1824— весна1825
Летом в Нижней Бирме не было особых событий, Кэмпбелл использовал паузу во время сезона дождей,  захватив Тавой и Мёджи и весь берег Тенассерима и создав себе важную базу.
Затем была организована экспедиция к старому португальскому форту Сириам в усте реки Пегу, и в октябре был занят Мартабан.
В конце октября закончились дожди. Генерал Маха-Бандула возглавил бирманские войска в Аракане, и в конце ноября большое войско в 60,000 человек окружило британцев в Рангуне. У Кэмпбелла было только 5000 солдат, так как остальные были заняты в Тенассериме.
Атаки бирманцев, однако, не увенчались успехом, и 9 декабря англичане провели удачную контратаку, приведя бирманцев в смятение.
Кэмпбелл стал преследовать бирманцев, разбившись на два отряда, он двинулся к Проме. В марте он, узнав о неудачах второго отряда, вернулся и объединил войска, 2 апреля занял город Данубью. В ходе боев за город бирманский главнокомандующий генерал Бандула был убит бомбой. 25 апреля англичане вошли в Проме и закрепились там на время сезона дождей.

### Осень1825— весна1826
17 сентября стороны договорились о месячном перемирии. Перед этим летом генерал Джозеф Моррисон занял Аракан. Бирманцы были вытеснены из Ассама, и англичане достигли частичных успехов в Качаре, хотя их продвижение было ограничено из-за густых лесов и джунглей.
3 ноября бирманцы подготовили армию в 60,000 человек и стали снова штурмовать Проме, который защищало 3,000 европейцев и 2,000 туземных солдат. Однако британцы отразили атаку, а 1 декабря, атаковав бирманцев, частично их рассеяли. Бирманцы засели в крепости Малун вверх по Иравади, где собралось около 10—12 тысяч человек, которые были осаждены и обстреляны.
В этот момент сиамцы захотели воспользоваться трудностями соседа. Они начали подготовку к войне и стали угрожать Бирме с востока, что поставило её в весьма тяжёлое положение.
Оказавшись перед угрозой войны на два фронта и осознав стесненные обстоятельства, в которых они оказались, 26 декабря бирманцы запросили мира. Англичане выставили им следующие условия:
1. Передача англичанам Аракана, территорий Мёджи, Тавой, Иэ и временная оккупация большой части нижней Бирмы, пока бирманцы не заплатят контрибуцию.
2. Бирманцы отказываются от всяких притязаний на Ассам и Манипур и окружающие их малые страны.
3. Бирма выплатит контрибуцию британской Ост-Индской компании.
4. В бирманской столице размещается британский резидент.
5. Британские суда не будут проверяться и разоружаться в бирманских портах.

Договор был оговорён и согласован (30 декабря 1825). Но когда бирманский двор отказался утвердить эти тяжёлые для Бирмы условия, война разгорелась снова (в январе 1826) и завершилась 24 февраля того же года Яндабуским миром, когда бирманцы были вынуждены принять все британские требования.
Бирманцы уступили Ост-Индской компании Аракан, Иэ и Тенассерим, должны были признать независимость Манипура, Ассама, Качара и других мелких владений, уплатили ей контрибуцию в 250 тысяч фунтов стерлингов золотом, признали за англичанами важные торговые привилегии и допустили в Аву английского посланника.